# ZeusMedienwelten
Die ZeusMedienwelten sind der Zusammenschluss aller medienpädagogischer Projekte der Funke Mediengruppe in NRW. Dazu gehören Zeus - Zeitung und Schule, ZeusKids, ZeusPower und ZeusAzubi. An den Projekten „Zeus“ und „ZeusKids“ beteiligen sich in Nordrhein-Westfalen die Westdeutsche Allgemeine Zeitung, die Neue Rhein/Ruhr-Zeitung, die Westfälische Rundschau, die Westfalenpost und der Iserlohner Kreisanzeiger. Mit rund 80.000 Kindern und Jugendlichen pro Jahr sind die Zeitungsprojekte der FUNKE-Mediengruppe die größten in Deutschland. Anmelden für die Projekte können sich Lehrer mit ihren Schulklassen.

## Zeus - Zeitung und Schule
Zeus – Zeitung und Schule motiviert Schüler ab Klasse 8, sich aktiv journalistisch zu engagieren. Dabei können die jungen Reporter selbst Berichte, Reportagen und Kommentare zu eigenen Themen recherchieren und schreiben. Diese werden dann regelmäßig auf mehr als 500 Zeitungsseiten pro Projektrunde in den Tageszeitungen Westdeutsche Allgemeine Zeitung, Westfälische Rundschau, Neue Ruhr / Neue Rhein Zeitung und Westfalenpost sowie im Internet unter "www.zeusteam.de" auf dem Online-Nachrichtenportals "www.derwesten.de" veröffentlicht.
Besonderer Ansporn für die Zeus-Reporter, sich richtig ins Zeug zu legen, ist der ZeusAward. Einmal im Jahr werden die besten Beiträge der jungen Nachwuchsredakteure von einer Jury prämiert. In den Kategorien "Bester Text", "Bestes Bild", "Bestes Interview" und "Bester Kommentar/Beste Glosse" sind für die Gewinner attraktive Preise ausgelobt. Darüber hinaus werden Sonderpreise in den Kategorien "Zeus-auf-Schalke" und "Homespot - hier bin ich gern!" vergeben.

### Fakten zum Zeus-Projekt
- sieben Wochen regionale Tageszeitung;
- professionelle Betreuung der Schüler durch erfahrene Redakteure;
- Veröffentlichung von Schülerartikeln in der Tageszeitung und Online;
- ständig aktualisiertes Unterrichtsmaterial mit Sachinformationen, Unterrichtsvorschlägen und Arbeitsblättern rund um das Thema Zeitung;
- attraktive Recherche- und Aktionsangebote von Sponsoren und Partnern;
- Agenturmaterial zu selbst gewählten Themen aus dem Mantelteil der Tageszeitung;
- zum Zeitungsvergleich: eine Woche lang Lieferung einer zusätzlichen regionalen Tageszeitung sowie eines überregionalen Blattes (Die Welt, taz oder Reviersport);
- Zeus-Themenhefte (zum Beispiel „Tusche ist brennbar“ oder „Achtung: Pressefreiheit“): didaktisch aufbereitetes Unterrichtsmaterial zu interessanten und aktuellen Sonderthemen gegen Unkostenbeitrag bestellbar;
- Zeus im Internet: Internetportal mit Artikeln der Zeus-Reporter, Schreibmaske, aktuellen Jugend-Nachrichten und Schreibtipps. Außerdem Projektinformationen, Online-Anmeldebereich und Unterrichtsmaterial zum Herunterladen für Lehrkräfte;
- ZeusQuiz: wöchentlich veranstaltetes Nachrichten-Quiz während der Projektrunden mit attraktiven Preisen.

## ZeusKids
ZeusKids ist ein Zeitungsprojekt für die Grundschule, das 2005 ins Leben gerufen wurde. Mit Presseausweis, einer Zeitungsseite zum Selberbasteln und dem Arbeitsheft „Meine Reporterschule“ rücken die Viertklässler während der zweimal jährlich veranstalteten 14-tägigen Projektzeit ihrer lokalen Tageszeitung – Westdeutsche Allgemeine Zeitung, Neue Rhein/Ruhr-Zeitung, Westfälische Rundschau, Westfalenpost oder Iserlohner Kreisanzeiger – zu Leibe. Die Schüler stöbern nach Artikeln über ihren Fußballverein, spüren den Geheimnissen des Redaktionsalltags nach und erforschen selbständig den Weg vom Ereignis bis zur Zeitungsnachricht. Darüber hinaus kommen Lokalredakteure auf Einladung gerne in die Klassen.
Geschrieben wird auf "www.zeuskids.de" im Internet: Im eigens eingerichteten Schreibbereich können die ZeusKids-Reporter kinderleicht ihre persönlichen Texte verfassen, die nach einer kurzen Kontrolle durch Mitarbeiter des Zeus-Teams im Netz veröffentlicht werden. Alle ZeusKids-Artikel werden zudem im ZeusKids-Archiv gesammelt.

### Fakten zum ZeusKids-Projekt
- zwei Wochen lang bekommen teilnehmende Klassen einen Klassensatz der lokalen Tageszeitung;
- Kinder erhalten ein persönliches Arbeitsheft „Meine Reporterschule“, einen Layoutbogen für die eigene Zeitungsseite und einen ZeusKids-Presseausweis;
- Lehrer finden in der ZeusKids-Kiste praxisnahes Unterrichtsmaterial mit methodisch-didaktischen Hinweisen und Hintergrundinformationen zum Journalismus: die Broschüre „Die Zeitung – Neuigkeiten zum Anfassen“ sowie das Heft „Die Zeitung – Sachinformationen und Hintergründe“;
- ZeusKids im Internet: Neben aktuellen Texten der ZeusKids-Reporter, einem Artikelarchiv und ausgewählten Kindernachrichten aus den Zeitungsredaktionen gibt es auf "www.zeuskids.de" Tipps und Tricks für Kinder rund um das Thema Zeitung und Medien. Pädagogen finden im Lehrerbereich wichtige Projektinformationen, Anmeldemaske und Unterrichtsmaterial zum Herunterladen.

## ZeusPower
ZeusPower ist das Mitmach-Portal für Jugendliche. Wer einmal bei Zeus Spaß am Reporter-Dasein gefunden hat, kann auf "www.zeuspower.de" weiterhin Artikel zu allerhand Themen veröffentlichen. Es können sich aber auch Jugendliche beteiligen, die noch nicht bei Zeus mitgemacht haben, aber gerne journalistisch aktiv werden wollen.

## Ziele und Ausrichtung
Mit den Projekten der ZeusMedienwelten sollen die Lese- und Schreibfähigkeiten junger Menschen gefördert werden. Außerdem stärken die Projekte die Medienkompetenz, die in der heutigen Gesellschaft zu den Schlüsselqualifikationen zählt. Diese Kompetenz ist bei der Vielzahl von Informationsangeboten, die beispielsweise im Internet ungefiltert konsumiert werden können, ungemein wichtig geworden. Wer als Jugendlicher lernt, wie Nachrichten entstehen, richtig und verantwortungsvoll recherchiert sowie seriös veröffentlicht werden, kann aus der Vielfalt der Informationen kritisch und kompetent auswählen.

## Auszeichnungen
Seit 1997 blicken die ZeusMedienwelten auf eine kontinuierliche Entwicklung zurück. Sie sind zu einem integralen Bestandteil des Bildungsengagements der Funke-Mediengruppe geworden. Für diesen Einsatz wurden die ZeusMedienwelten im Mai 2010 und erneut 2013 von der UNESCO ausgezeichnet. Damit gehören alle medienpädagogischen Projekte der FUNKE-Mediengruppe in Nordrhein-Westfalen zu den offiziellen Projekten der UN-Dekade BNE „Bildung für nachhaltige Entwicklung“. Voraussetzung dafür war auch die langjährige Kooperation von Zeus mit ideellen Partnern wie lokalen Agenda-21-Initiativen sowie überregionalen Non-Profit-Organisationen wie UNICEF.